# 저어새
저어새(영어: black-faced spoonbill)는 사다새목 저어새과에 속하는 새이다. 몸 길이는 60~78 cm 정도 되며, 수컷이 더 크지만 그 차이는 크지 않다. 얼굴, 부리, 다리는 검은색이며 몸은 흰색의 깃털로 덮여있다. 번식기가 되면 머리 뒤에 노란색 벼슬깃이 생기고 가슴부분의 깃털이 노랗게 변한다. 어린새의 경우 홍채가 붉은 성조와 달리 검은색이며 날개 끝 깃털이 검은색이다. 또한 어린새의 부리는 분홍빛을 띠며 주름이 없고, 나이를 먹을수록 부리가 검게 변하면서 부리 끝부분부터 주름이 생긴다. 부리 길이는 수컷이 19~21 cm, 암컷이 16~18cm 정도 된다. 물 속에서 숟가락 모양의 부리를 좌우로 흔들면서 물고기, 수생곤충 및 작은 게 등을 잡아먹고 산다.
중국 동북부와 동부, 한국 서해안 무인도 등지에서 번식하며, 대부분의 개체들이 우리나라에서 번식한다. 일본의 류큐 열도, 중국의 홍콩과 대만, 하이난섬, 그리고 인도차이나반도에서 겨울을 난다. 일부는 제주도 부근에서 겨울을 나기도 한다.

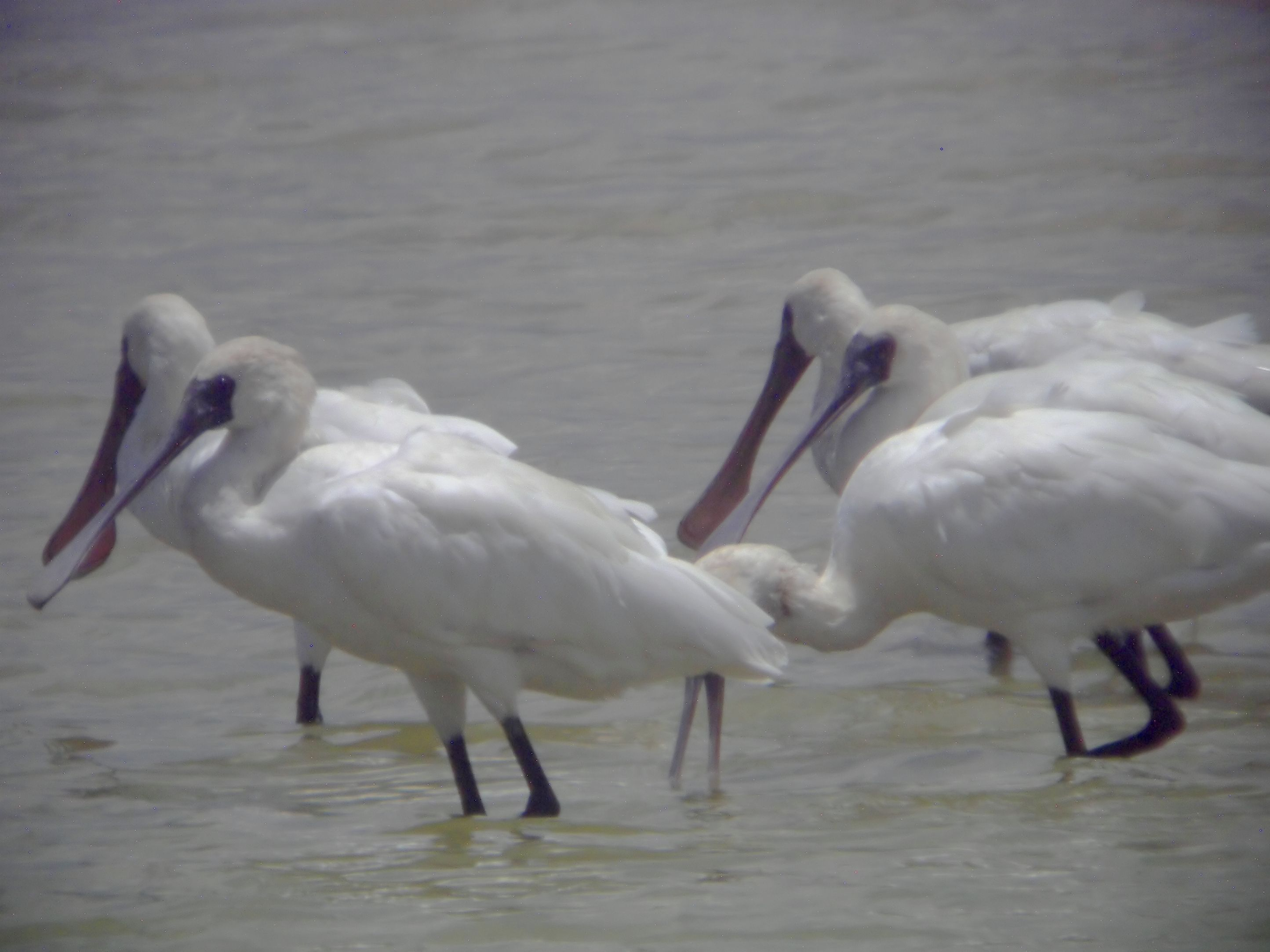
저어새 무리

## 개체수와 서식지
1950년대 이전에는 동아시아에서 흔히 볼 수 있었다고 알려져 있으나 개체수가 급감하여 1988년에는 288개체만 관찰되었고, 세계자연보전연맹(IUCN)은 1994년에 저어새를 심각한 멸종위기종(Critically Endangered; CR)등급으로 지정했다. 이후 국제적인 보호 노력 하에 개체수가 지속적으로 증가하여 2000년에는 위기(Endangered; EN) 등급으로 변경되었고, 그 상태가 지금까지 이어지고 있다. 저어새의 개체수 파악을 위해 매년 전 세계의 월동지에서 동시조사가 실시되고 있으며, 2021년 1월 15일에서 17일 사이에 실시된 동시조사에서 총 5,222마리의 저어새가 관측되었다.
대한민국에서는 노랑부리저어새와 함께 대한민국의 천연기념물 제205호(저어새: 제205-1호, 노랑부리저어새: 제205-2호) 및 멸종위기 야생생물 Ⅰ급으로 지정하여 보호하고 있다. 매체에서는 SBS TV의 《TV 동물농장》에서도 소개된 적이 있다.
전 세계 약 90%의 번식 쌍(2020년 기준 1천548쌍)이 한국의 서해안 일대에서 번식한다.

## 인공번식과 이동
국립생태원은 2019년 5월 인천 강화군에서 10개의 알을 구조해 4마리의 부화에 성공하였고, 또한 송도 갯벌에서 어린 새끼 1마리를 구조해 총 5마리의 저어새를 대상으로 1년간 야생 적응 훈련을 하였다. 이 중 2마리가 2020년 11월 한국을 출발해 하루가 걸려 중국 저장성 닝보시 리양만에 도착하였다. 이 중 한마리는 그 곳에서 월동하고 2021년 4월 북쪽으로 이동하여 타이갱만에서 28일간 체류한 후, 5월 800km를 비행하여 전남 고흥군에 도착하였다. 전남 영광군 갯벌과 칠산도를 거쳐 2021년 7월 현재 충남 보령 해안에서 활동하고 있다. 이 저어새는 현재 다른 저어새 4마리와 노랑부리저어새 1마리와 무리를 이루어 생활하고 있다. 중국에 도착한 나머지 한마리는 2021년 3월 쑤저우 타이후에서 관찰되었다.